# 孙新民
孙新民（1955年—），中國考古学家， 河南省文物考古研究所所长，负责過多项大型考古项目。

## 主要著作
《北宋皇陵》、《河南出土陶瓷》、《华夏考古》